# Il poeta russo preferisce i grandi negri
Il poeta russo preferisce i grandi negri (in russo Это я – Эдичка?, Ėto ja – Ėdička, letteralmente: «Sono io, Ėdička») è il primo romanzo di Ėduard Limonov, dichiaratamente autobiografico, scritto a New York nel 1977 e pubblicato per la prima volta a Parigi nel 1980. Quando fu pubblicato per la prima volta in Unione Sovietica nel 1991, vendette più di un milione di copie.

## Edizioni
- Edward Limonov, Il poeta russo preferisce i grandi negri, traduzione di Marina Marazza dall'ed francese, Milano, Frassinelli, 1985, ISBN 88-7684-027-3, SBN CFI0094783.